# 比々多神社

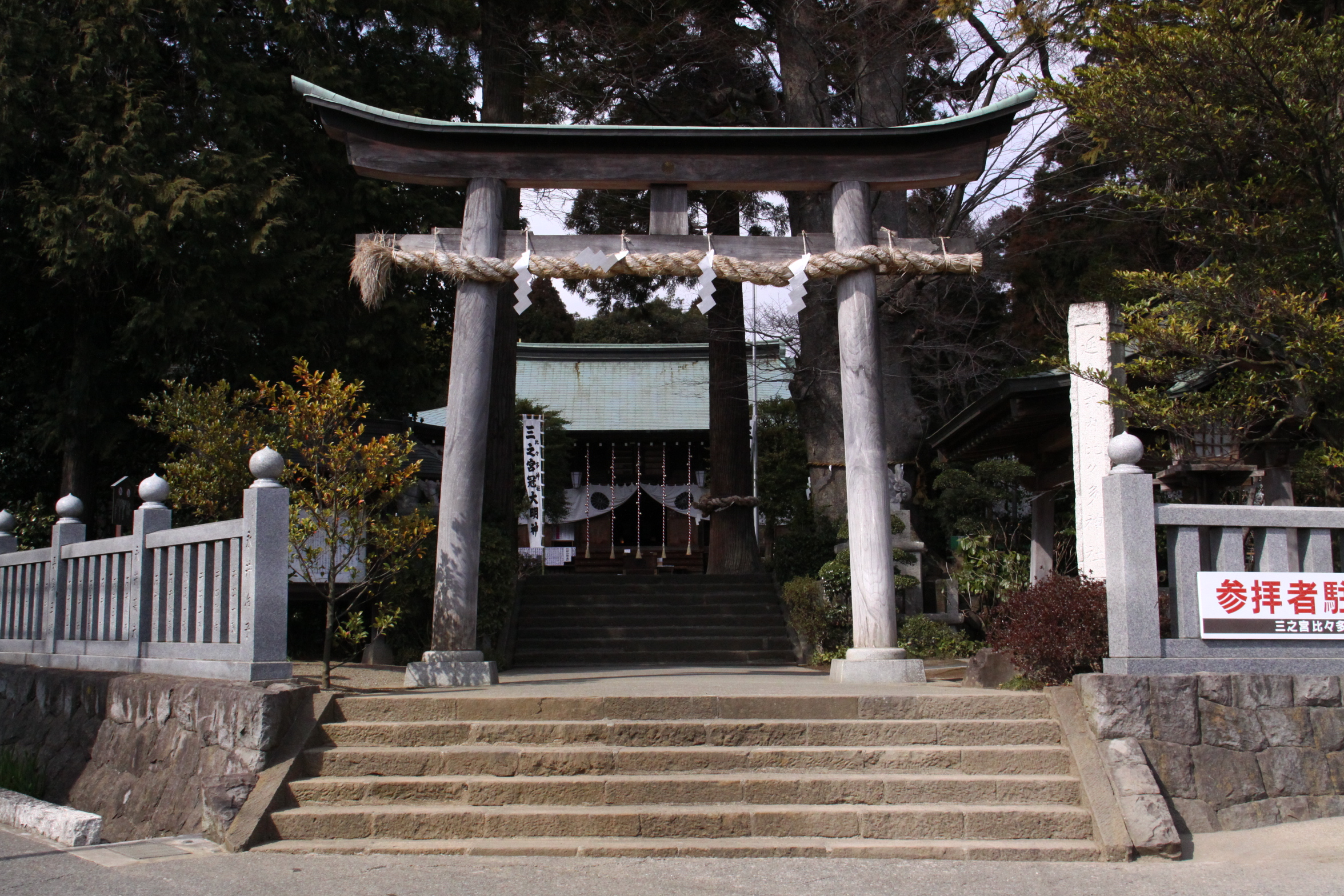
鳥居

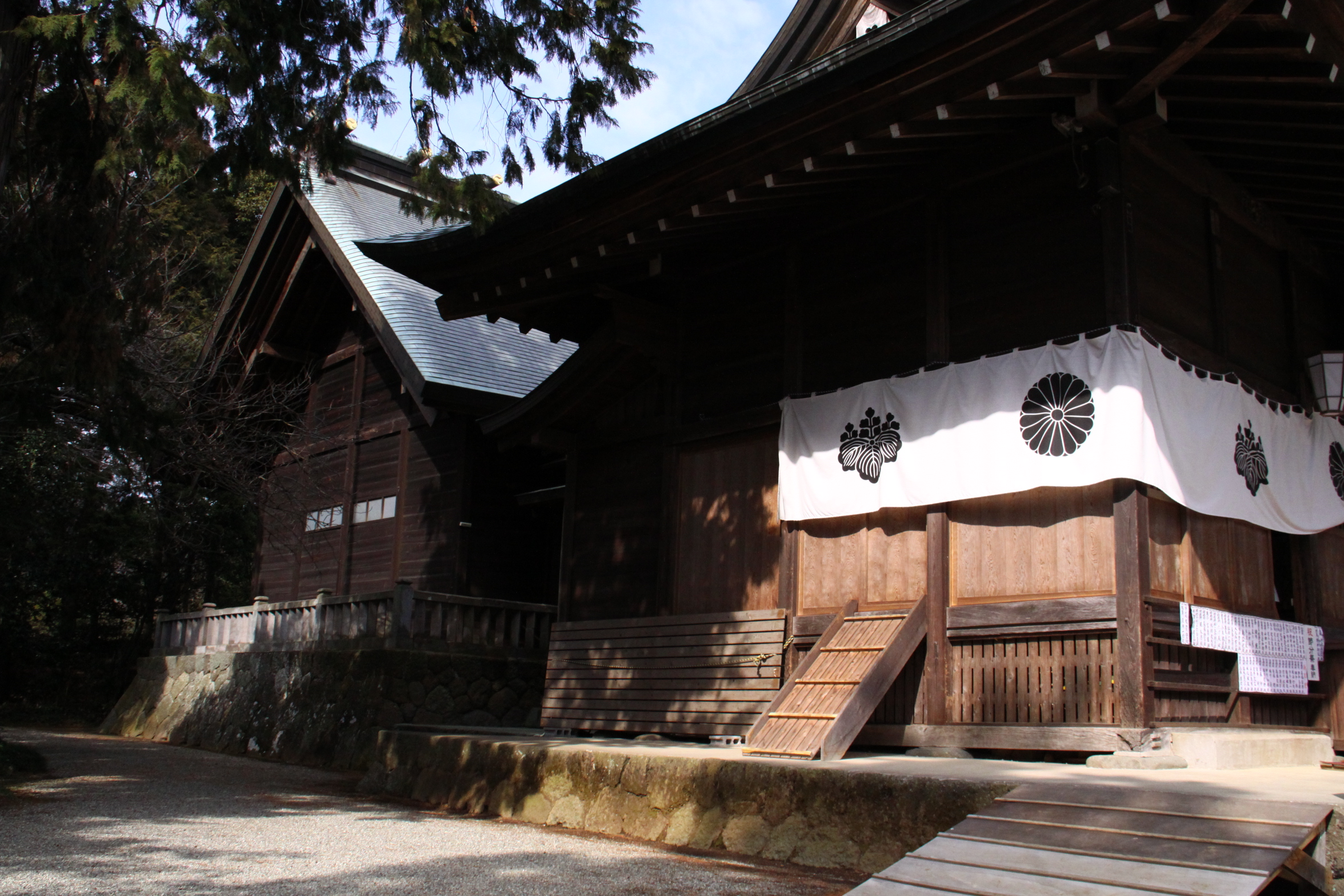
本殿

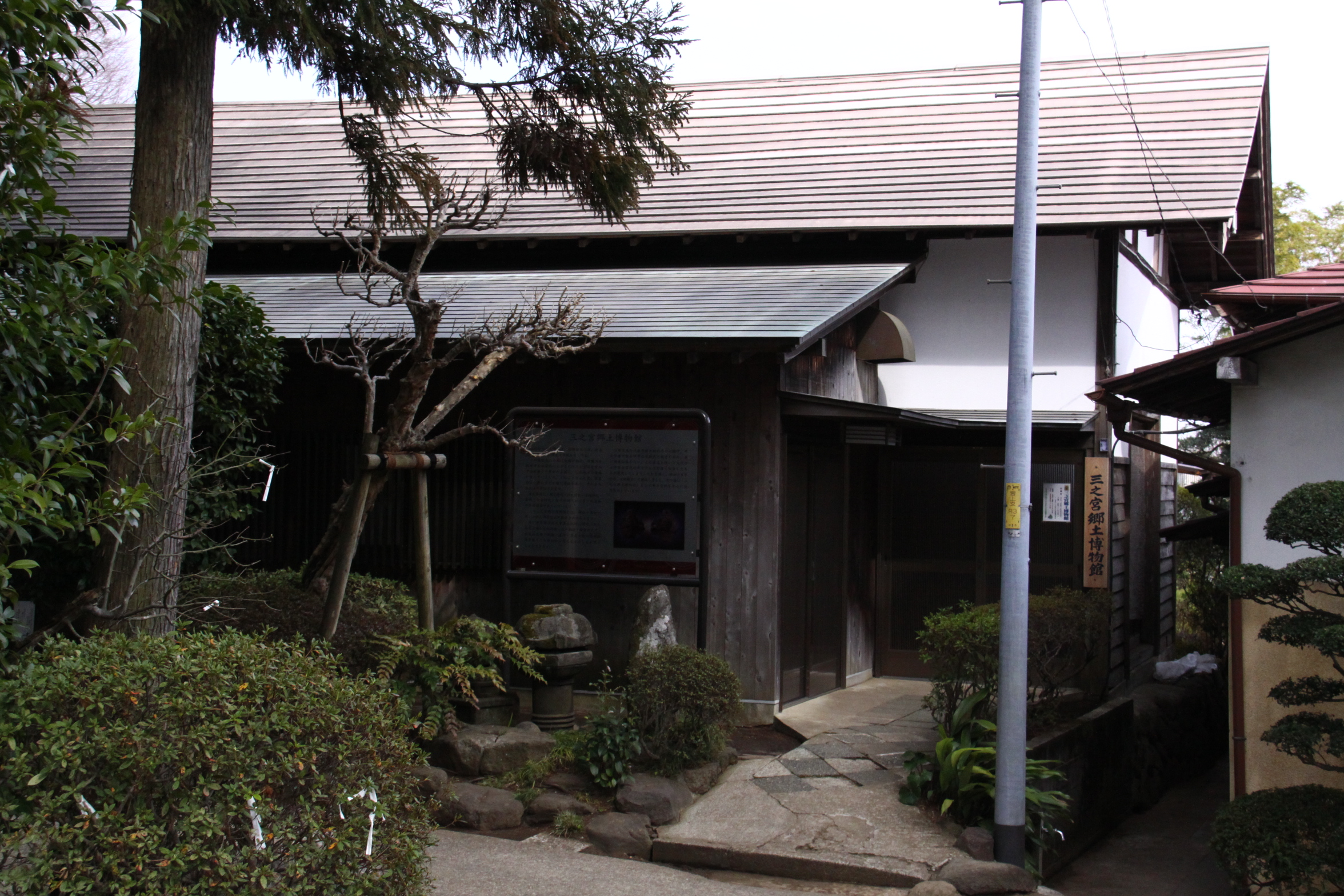
三之宮郷土博物館

比々多神社（ひびたじんじゃ）は、神奈川県伊勢原市三ノ宮に鎮座する旧相模国最古級の神社。旧社格は郷社で、現在では神奈川県神社庁による献幣使参向神社となっている。古くは「冠大明神」とも称した。
延長5年（927年）の『延喜式神名帳』に記載されている比比多神社（相模国の延喜式内社十三社の内の一社〈小社〉）とされるが、後述のように論社も存在する。毎年5月5日に大磯町国府本郷の神揃山（かみそろいやま）で行われる旧相模国の伝統的な祭事、国府祭（こうのまち）に参加する相模五社の一つで同国三宮に当たる。所在地名の「三ノ宮」は当社にちなみ、古くより「三ノ宮さま」とも呼ばれている。

## 祭神
主祭神
- 豊斟渟尊（とよくむぬのみこと、豊国主尊、とよくにぬしのみこと）
- 天明玉命（あめのあかるたまのみこと）
- 雅日女尊（わかひるめのみこと）
- 日本武尊（やまとたけるのみこと）

相殿神（あいどのしん）
- 大酒解神（おおさかとけのかみ、大山祇神）
- 小酒解神（こさかとけのかみ、木花咲耶姫）

以上が現在の祭神とされているが、『日本の神々 -神社と聖地- 11 関東』によれば、過去には4つの説が存在したのだと言う。うち3説は現在の祭神と概ね同じであるが、特筆すべきは『新編相模国風土記稿 巻之50』に記述されている、当社社頭の梵鐘（現存せず、失った理由は後節の「歴史」を参照のこと）の銘文にあった、天平年中鎌倉鎮将の染屋太郎大夫時忠の霊を祀ったとの記述である。しかし同書では、これを祭神とするのは、今の社伝と大いに異なるので信用し難いとも述べている。

## 歴史

### 起源
天保5年（1834年）に書かれた『比比多伝記』によれば、当社は神武天皇の天下平定の際に、人々を護るために建立されたとしている。『比々多神社 参拝の栞』によれば、これは神武天皇6年（紀元前655年）のことで、人々が古くから祭祀の行われていた当地を最良と選定し、大山を神体山とし豊国主尊を日本国霊として祀ったことを起源としている。
一方、境内および近隣から発掘された遺跡遺物から、縄文時代中期の環状配石中にある立石が祭祀遺跡と推定されている。神社側は、当社の淵源は1万年以上前の縄文の原初的な山岳信仰にまで遡ると推定され、東日本最古級の神社となる可能性があるとしている。当社は大山の東南山麓に鎮座しているが、『日本の神々 -神社と聖地- 11 関東』においても、当初は大山を遥拝する宮だっただろうと考察している。

### 古代
『比比多伝記』によれば、崇神天皇7年（紀元前91年）に神地神戸を寄せられ、垂仁天皇27年（紀元前3年）8月には神祇官が詔を受け弓矢を奉幣している。『比々多神社 参拝の栞』によれば、大化元年（645年）大酒解神と小酒解神の2柱を合祀し、その際「鶉瓶」と呼ばれる須恵器が納められたのだと言う。さらに『比々多神社 参拝の栞』によれば、持統天皇6年（692年）に国司布施朝臣色布智（ふせのあそんしこふち）が社殿を修復すると共に狛犬1対を奉納している。天平15年（743年）武内宿禰の裔孫である紀朝臣益麿（きのあそんますまろ）を初代宮司に迎えると共に、聖武天皇より荘園を賜った。『比々多神社 参拝の栞』によれば、天長9年（832年）には国司の橘朝臣峯嗣（たちばなのあそんみねつぐ）を勅使として相模国総社「冠大明神」の神号を淳和天皇より賜ったとされる。
延長5年（927年）に成立した『延喜式神名帳』には、相模国大住郡の小社4座の1つとして「比比多神社」が記載されているが、『新編相模国風土記稿 巻之50』によれば、当社の他に上糟屋村（現 伊勢原市上粕屋）の子易明神社も式内社「比比多神社」と言い伝えられているのだと言う。同書では、当社宮司が語った、「比比多神社」と書かれた古額を子易明神社の神主に貸したがついに返さず、子易明神社がこれを掲げて式内社と称したという話を紹介したうえで、この話に証拠は無く、さらに当社も子易明神社も式内社「比比多神社」である考証は無いため、どちらが式内社か判断はし難いと述べている。『日本の神々 -神社と聖地- 11 関東』では、当地が古代官道を見下ろす位置にあって相模国第2期国府の有力な所在推定地とされていることに加え、社伝では国府所在時の総社であったとされること、また江戸時代に子易明神社と当社に下された朱印状の内容から見て、当社が式内社「比比多神社」であろうと考察している。

### 中世
元暦元年（1184年）源頼朝が大規模な社殿再建を行い、文治元年（1185年）には天下泰平祈願の御願書を奉っている。また、『吾妻鏡』建久3年（1192年）8月9日の条に源頼朝が北条政子の安産を「三宮冠大明神」に祈願し、神馬が奉納されたとある。

### 近世
『新編相模国風土記稿 巻之50』によれば、明応年間頃（1492年 - 1501年）に兵火により社領を失い、社人供僧も離散して大きく衰微したのだと言う。神戸村の名称は往古に封戸であった遺名であると言われる。さらに同書によれば、天正年間（1573年 - 1593年）の初めに社地を埒免から現在地に移し、小社を建てて遷座したのだと言う。
天正19年（1591年）11月、徳川家康より朱印状が下され社領10石が寄進された。『新編相模国風土記稿 巻之50』では、これにより当社はようやく復興を見たと述べている。その後も歴代の将軍より寄進を受け、明治に至っている。

### 近代･現代
明治6年（1873年）に郷社に定められて16ヶ村の総鎮守となり、明治41年（1908年）には神饌幣帛供進神社に指定された。現在では神奈川県神社庁による献幣使参向神社となっている。
染屋太郎大夫時忠を祀ったと言う銘文入りの梵鐘が太平洋戦争の最中、金属資源回収の戦時供出により失われた。現在ある梵鐘は昭和25年（1950年）に作製されたものである。
昭和28年（1953年）当社の元宮司である永井参治により三之宮郷土博物館が併設されている。

## 祭事
- 1月1日：歳旦祭、元旦大祈祷
- 1月2日：招魂社慰霊祭
- 1月14日：どんど焼き
- 2月3日：節分追儺祭
- 2月17日：祈年祭
- 3月17日：人形感謝祭
- 4月21日〜22日：例祭（21日 動座祭、22日 例祭式・御神幸） - 3基のカラクリ人形山車が巡幸する。
- 5月5日：国府祭（こうのまち） - 当社は神揃山（神集山）で行う「チマキ撒き」と「暴れ神輿」で知られている。
- 5月第3土曜日・日曜日：まが玉祭
- 6月30日：夏越し大祓
- 10月17日に近い日曜日：正祭、慰霊祭
- 11月下旬：酒祭
- 11月23日：新穀勤労感謝祭
- 12月20日：年越し大祓

## 交通
- 小田急小田原線伊勢原駅北口より神奈川中央交通バス
  - 伊16系統「栗原」行きに乗車、「比々多神社」バス停下車、徒歩2分。
  - 伊41系統「伊勢原車庫」行きに乗車、「三の宮」バス停下車、徒歩7分。